# Richard Barre
Richard Barre ( ca. 1130 - c. 1202) var en engelsk dommer, præst og lærd mand i middelalderen. Han blev uddannet som jurist på jurastudiet i Bologna, Italien, og gik derefter i kongelig tjeneste under kong Henry II af England. Senere arbejdede han også for Henrys søn og efterfølger, kong Richard I. Kortvarigt arbejdede han også for Henrys søn, også kaldet Henry. Barre arbejdede for Henry II som diplomat, og var involveret i, omend meget lidt, kongens skænderi med Thomas Becket, hvilket var nok til at Becket fordømte Barre. Efter kong Henry IIs død blev Barre udnævnt som dommer under den nye konge, kong Richard I, og han fungerede som en af hoveddommerne i perioden 1194 til 1199. Barre blev frataget sit dommerdømme under kong John's regeringstid, som følge af en uenighed mellem de to, tidligere i hans karriere. Barre var også ærkedegn af Ely og forfatterede et værk af bibelske uddrag, som var dedikeret til en af hans støtter, William Longchamp, biskoppen af Ely og kansler af England.

## Tidligt liv
Hvorvidt Barre var født i England eller Normandiet er ukendt, men hans efternavn ser ud til at stamme fra landsby La Barre, nær Bernay, i den nuværende afdeling af Eure i Normandiet. Han blev sandsynligvis født omkring 1130 og var slægtning til Normandys Sifrewast-familie, som var riddere i Berkshire. Barres familie var ikke uvant de kirkelige erhverv, hans slægtning Hugh Barre, var ærkedegn i Leicester i 1150erne. Barre studerede jura på universitetet i Bologna i Italien, i hvert fald før 1150, og var studiekammerater med Stephen fra Tournai, som blev biskop af Tournai i 1192. Efter at have afsluttet sin uddannelse, har Barre formentlig arbejdet for enten Robert de Chesney, biskoppen af Lincoln eller Nicholas, ærkedegn i Huntingdon. I 1165 havde Barre tiltrådt husholdningsstaben hos kong Henry II af England.

## Tjeneste ved kong Henry
Barre arbejdede under kong Henry under kongens fejde med Thomas Becket, ærkebiskoppen af Canterbury, der var gået i eksil i 1164 grundet en tvist om hvor grænserne for den kongelige myndighed overfor den engelske kirke skulle gå. Barre havde et nært bånd til kong Henry, og Becket betragtede ham af denne grund som en af kongens "onde rådgivere". I slutningen af august 1169 tog Barre med kong Henry til Normandiet, som en del af en gruppe kirkelige rådgivere, der assisterede kongen om, hvordan tvisten mellem ham og Becket skulle løses.  I september 1169 blev Barre, sammen med to andre embedsmænd, sendt til Rom med en klage over, at pavens udsendte havde opført sig dårligt under forhandlingerne med Becket, der var blevet afholdt i begyndelsen af måneden. De forhandlere der var udsendt af paven, vedtog først et kompromis, men hævdede næste dag, at forslaget de havde accepteret var uacceptabelt. Da forhandlingerne mislykkedes, valgte Becket at genindføre ekskommunikation for en række kongelige embedsmænd, men Barre var ikke en af dem, der blev navngivet.
Barre var i januar og februar af 1170, på en diplomatisk mission, som udsending af kongen, hos paven i Rom, i forbindelse med fejden med Becket. Missionen var et forsøg på at sikre tilbagekaldelsen af ekskommunikationen af de embedsmænd, som Becket havde sat under et embedsforbud, men dette var ikke muligt. Rygterne cirkulerede om, at missionen forsøgte at sikre pavelig tilladelse til at kroningen af kong Henrys ældste levende søn kunne ske af andre end Becket. Becket gik til paven for at klage over at retten for ærkebiskoppen til at kunne krone engelske konger, skulle blive taget fra dem. Paven afviste dog rygterne, og truede med at suspendere eller afsætte vedkommende, hvis en biskop skulle gøre forsøget. Barlow mener, det er muligt, at Barre modtog en mundtlig tilladelse af paven i januar om at tillade kroningen, men der er ingen skriftlige beviser for, at han accepterede at tillade kroningen i 1170. 
Becket blev myrdet i december 1170, hvorefter kong Henry sendte Barre til Rom, ledsaget af ærkebiskoppen af Rouen, biskopperne i Évreux og Worcester og andre kongelige embedsmænd for tale med paven om deres situation. Missionens mål var at gøre det klart for paven, at Henry ikke havde noget at gøre med Beckets mord, og at kongen derudover var forfærdet over at det havde fundet sted. Selvom missionen ikke var en fuldstændig succes, formåede de udsendte at overtale pavedømmet til ikke at indføre en interdikt eller et forbud mod gejstlige ritualer overfor England eller at ekskommunikere kongen.  Kort efter blev Barre udnævnt som ærkedegn af Lisieux, sandsynligvis som en belønning for hans indsats i Rom i 1171. I september blev han udnævnt til dommer. I en kort periode i 1172 og 1173 blev han udnævnt til kansler for kong Henrys ældste levende søn, også navngivet Henry, men da den yngre Henry gjorde oprør mod sin far og søgte tilflugt ved det franske hof, nægtede Barre at slutte sig til ham i hans eksil og valgte i stedet at vende tilbage til kongen, hvor han tog den yngre Henrys segl med sig.

## Senere liv og død
Efter kong Henrys død tiltrådte Barre i tjenesten hos William Longchamp, der var biskop af Ely og derudover dommer, og Lord Chancellor. Longchamp udnævnte Barre til ærkedekan af Ely.  Denne udnævnelse blev foretaget i hvert fald før 4. juli 1190.  Longchamp sendte Barre som dommer til områderne nær Ely i 1190. Longchamp blev dog drevet til at gå i eksil i slutningen af 1191. Longchamps eksil betød, at Barre ikke tjente som dommer, indtil kong Richard I vendte tilbage til England i 1194. Selvom Longchamp vendte tilbage til England, vendte han ikke tilbage til sit bispedømme, og meget af administrationen af Ely blev foretaget af Barre under Longchamps fravær.  
Barre var en af de største kongelige justitsmænd i perioden mellem 1194 og 1199.  Han fungerede også som advokat for den nye biskop af Ely, Eustace,  som blev valgt i august 1197.  Men Barre havde raget uklar med kongens yngre bror, prins John, og da John efterfulgte Richard som konge i 1199, blev Barre frataget sit embede som kongelig udnævnt dommer, og vendte i stedet tilbage til Ely og det kirkelige arbejde. Hans sidste sikre omtale i historien er den 9. august 1202, men han kan have været i live så sent som 1213, da han var en del af et paveligt panel, der afgjorde en sag, der kan dateres til at have foregået mellem 1198 og 1213.